# بيير إدوارد فيرير
بيير إدوارد فيرير (بالفرنسية: Pierre-Édouard Frère)‏ هو رسام فرنسي، ولد في 10 يناير 1819 في باريس في فرنسا، وتوفي في 23 مايو 1886 في إكوين في فرنسا.